# Скарбаново
Скарбаново (пол. Skarbanowo) — село в Польщі, у гміні Ізбиця-Куявська Влоцлавського повіту Куявсько-Поморського воєводства.
Населення — 146 осіб (2011).
У 1975-1998 роках село належало до Влоцлавського воєводства.

## Демографія
Демографічна структура станом на 31 березня 2011 року:
|          | Загалом | Допрацездатний вік | Працездатний вік | Постпрацездатний вік |
| -------- | ------- | ------------------ | ---------------- | -------------------- |
| Чоловіки | 79      | 14                 | 54               | 11                   |
| Жінки    | 67      | 16                 | 33               | 18                   |
| Разом    | 146     | 30                 | 87               | 29                   |